# Sorita (kommun)
Zorita del Maestrazgo är en kommun i Spanien.   Den ligger i provinsen Província de Castelló och regionen Valencia, i den östra delen av landet, 300 km öster om huvudstaden Madrid. Antalet invånare är 146.